# Rozkișne (Rozkișne), Djankoi
Rozkișne (în ucraineană Розкішне) este localitatea de reședință a comunei Rozkișne din raionul Djankoi, Republica Autonomă Crimeea, Ucraina.

## Demografie
Componența lingvistică a localității Rozkișne
     Rusă (57,81%)
     Tătară crimeeană (22,96%)
     Ucraineană (18,53%)
     Alte limbi (0,28%)
Conform recensământului din 2001, majoritatea populației localității Rozkișne era vorbitoare de rusă (57,81%), existând în minoritate și vorbitori de tătară crimeeană (22,96%) și ucraineană (18,53%).